# متلازمة النوم غير المنتظم
تعد متلازمة النوم غير المنتظم شكل نادر من أشكال اضطراب إيقاع النوم اليومي. ويعاني الأشخاص المصابين بهذه المتلازمة من النوم لفترات قصيرة متفرقة على مدار اليوم، مع عدم وجود فترة نوم أساسية أثناء الليل. ولا يوجد أي نمط لمواعيد نوم أو استيقاظ المصابين بتلك المتلازمة وبالتالي تجدهم يواجهوا مشاكل مع الأرق خلال النوم والنعاس الشديد خلال فترات الاستيقاظ. الأفراد الذين يعانون من هذه المتلازمة لا يعتبرون محرومين من النوم فعدد ساعات نومهم يعد طبيعي طبقاً لأعمارهم فهم يحصلون على كمية كافية من النوم، ومع ذلك ينتشر نومهم على مدار 24 ساعة بدلاً من ان تتركز في سبع أو ثماني ساعات. وتعد تلك المتلازمة إعاقة غير مرئية خطيرة، فهي تؤدي إلى مشاكل اجتماعية وعائلية مختلفة بالإضافة إلى المشاكل المرتبطة بالأداء في العمل.  فيواجه المصاب صعوبة في الحفاظ على العلاقات وإدارة مسؤولياته المختلفة. بالإضافة إلى إمكانية جعل المصاب مقيد بالمنزل بل وإصابته بالعزلة.

## المسببات
توجد العديد من الأسباب المختلفة للإصابة بمتلازمة النوم غير المنتظم، ومن تلك الأسباب الإضرابات العصبية كالشيخوخة (خصوصاً عندما تصاحب بمرض الزهايمر)، وأيضاً ضمور المخ أو الإعاقات الذهنية. ومن المعتقد إن المصابين يعانون من ضعف الساعة البيولوجية. ويزداد خطر الإصابة بتلك المتلازمة مع التقدم في العمر وهذا بسبب زيادة فرصة الإصابة بالإضرابات الصحية المسببة والمصاحبة للمتلازمة.  

## التشخيص
من المهم مراقبة أوقات النوم خلال فترات النوم العلاج سواء من خلال تسجيل أوقات النوم والاستيقاظ ومتابعتها، وتوجد طرق أخري حديثة لمراقبة ساعات النوم وجمع معلومات عنها مثل ساعات اليد الذكية. ومن الممكن أيضاً استخدام إحدى أجهزة التنفس الصناعي الإيجابي والتي من خلالها يمكن مراقبة أوقات النوم.
- النقاط التالية من الممكن أن تكون مؤشرات للإصابة بالمتلازمة:
- النوم والاستيقاظ لمرات عديدة خلال فترات النهار والليل مع عدم وجود نمط محدد لأوقات النوم والاستيقاظ ولكن مع وقت نوم إجمالي طبيعي.
- مواجهة صعوبة في الوصول إلى مرحلة النوم التصالحي (الوصول لمرحلة نوم الريم والنوم العميق).
- النعاس المفرط خلال النهار.[3]

بسبب تغير أوقات الاستيقاظ والنوم وبالإضافة لكونه اضطراب نادر الحدوث من المرجح في البداية أن تظهر أعراض المتلازمة وكأنها أعراض متلازمات واضطرابات أخري مثل اضطراب النوم والاستيقاظ اللايومي أو الآرق.

### الزيارة المبدئية للطبيب المتخصص في النوم
من المرجح أن يقوم بسؤال المرضى عن تاريخهم الطبي؛ على سبيل المثال: مشاكل عصبية، الأدوية والعقاقير المختلفة التي تناولوها، تعاطي الكحوليات، تاريخ الأسرة المرضي، وأي مشاكل أخرى متعلقة النوم. وذلك بالإضافة إلى قيام فحص طبي وعصبي شامل. وسيُطلب من المريض مراقبة ساعات النوم والاستيقاظ وتسجيلها على مدار عدة أسابيع. ويمكن أيضاً أن يقوم الطبيب باستخدام تصنيف النوم باستخدام مقياس إيبوورث للنعاس -الذي يهدف إلى قياس النعاس أثناء النهار من خلال إستبيان قصير.